# 로맹 라가르드
로맹 라가르드(프랑스어: Romain Lagarde, 1997년 3월 5일~)는 프랑스의 핸드볼 선수로 포지션은 센터백이다. 현재 프랑스 핸드볼 리그의 페이덱스 UC 소속으로 뛰고 있다. 프랑스 국가대표팀 소속으로 2020년 하계 올림픽에서 금메달을 획득했다.